# Iwanowskoje (Kraj Stawropolski)
Iwanowskoje (ros. Ивановское) – wieś w Rosji, w Kraju Stawropolskim, w rejonie koczubiejewskim. W 2010 liczyła 7518 mieszkańców.